# Четвърта англо-майсорска война
Четвъртата англо-майсорска война (1798–1799) е война в Южна Индия между кралство Майсор и Британската източноиндийска компания под управлението Ричард Уелсли.
Това е последният конфликт от четирите англо-майсорски войни. В отбрана на своята столица загива майсорския владетел Типу Султан. В резултат на войната британците поемат непряко управление над Майсор, възстановявайки династията Водеяр на майсорския трон (с британски комисар като съветник по всички въпроси). Младият наследник на Типу, Фатех Али, е изпратен в изгнание. Кралство Майсор става княжеска държава на Британска Индия и предава Коимбатор, Утара Канада и Дакшина Канада на британците. Войната, по-специално битката при Малви и обсадата на Серингапатам, с мнозина от главните герои е покрита от историческия роман Тигърът на Шарп.